# The Weather Girls
The Weather Girls ist der Name eines US-amerikanischen Gesangsduos, dessen Musik den Bereichen Soul und Pop zuzuordnen ist und das ursprünglich aus Martha Wash und Izora Armstead († 16. September 2004) bestand.

## Biografie

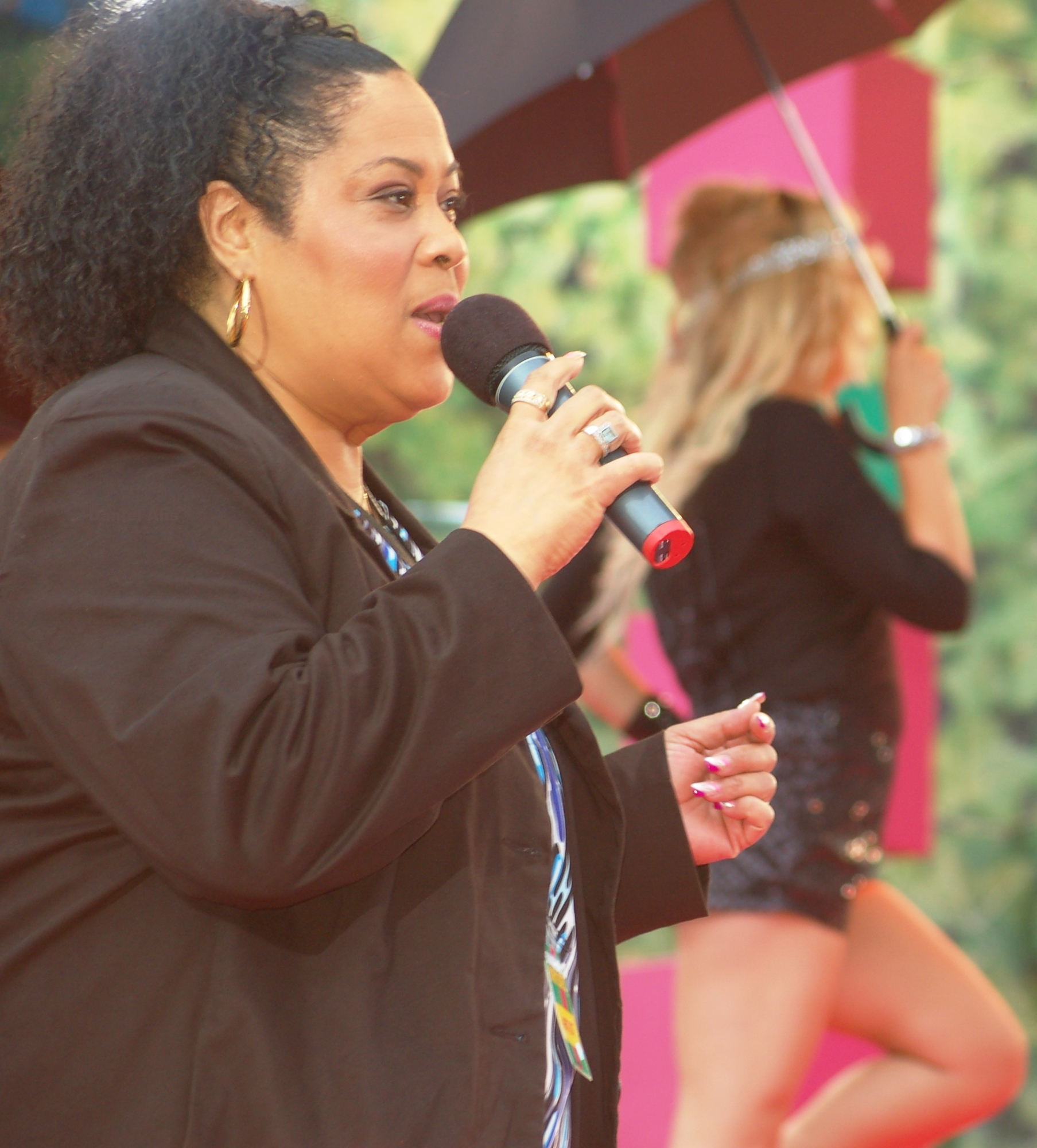
Martha Wash (2008)

Zunächst nannten sich Wash und Armstead The Two Tons o’ Fun (Die zwei Tonnen Spaß) und traten als Backgroundsängerinnen für Sylvester James auf. Ab 1980 erschienen unter diesem Namen einige Singles, z. B. Earth Can Be Just Like Heaven / Do You Wanna Boogie, Hunh?, das es 1980 auf Platz 2 der Billboard Dance Music/Club Play Singles schaffte.
1983 hatten The Weather Girls mit dem im Vorjahr erschienenen It’s Raining Men einen internationalen Hit. Am erfolgreichsten war die Single in England, wo sie Platz 2 der Charts erreichte und mit einer Silbernen Schallplatte ausgezeichnet wurde. In Deutschland und den USA erreichte das Lied Platzierungen in den Top 50. Trotz weiterer Veröffentlichungen blieben The Weather Girls für den Rest der 1980er Jahre kommerziell erfolglos.
In den 1990er Jahren zog Izora Armstead nach Braunshardt und trat mit ihrer Tochter Dynelle wieder unter dem Namen The Weather Girls auf. In Deutschland gelang dem Duo mit 3 Langspielplatten und 4 Singles der Charteinstieg. Das Album Double Tons of Fun erreichte 1994 Platz 79, die darauf enthaltene neue Version des Klassikers It’s Raining Men stieg bereits im Vorjahr auf Platz 45 der Singlecharts, die folgende Single Can U Feel It ebenfalls bereits 1993 auf Platz 75 und die dritte und letzte Auskopplung We Shall All Be Free 1994 auf Platz 80.
Das 1996er Album The Sound of Sex stand im April des Jahres auf Platz 39, die gleichnamige Single erreichte Platz 89. Mit der Kompilation Puttin’ on the Hits – The Ultimate Hitparty kehrte das Duo 1998 nochmals in die deutschen Album-Charts zurück, diesmal auf Platz 79.
Zusammen mit den Disco Brothers waren The Weather Girls Teilnehmer am Countdown Grand Prix 2002, dem deutschen Vorentscheid zum Eurovision Song Contest 2002. Der Titel Get Up belegte den 13. von 15 Plätzen.
Von 2004 bis 2011 trat Izora Rhodes Armsteads Tochter Dynelle Rhodes mit der aus Gainesville, Georgia stammenden amerikanischen Soulsängerin Ingrid Arthur, ihrer Cousine, als The Weather Girls auf. 2005 entstand das Album Totally Wild, das den Underground-Clubhit Wild Thang enthält. 2008 platzierte sich Break You, ein Feature mit Ralph Falcon, auf Platz zwölf der US-Dance-Charts.

## Diskografie

### Studioalben
| Jahr | Titel               | Höchstplatzierung, Gesamtwochen, AuszeichnungChartplatzierungen (Jahr, Titel, Platzierungen, Wochen, Auszeichnungen, Anmerkungen) | Höchstplatzierung, Gesamtwochen, AuszeichnungChartplatzierungen (Jahr, Titel, Platzierungen, Wochen, Auszeichnungen, Anmerkungen) | Höchstplatzierung, Gesamtwochen, AuszeichnungChartplatzierungen (Jahr, Titel, Platzierungen, Wochen, Auszeichnungen, Anmerkungen) | Höchstplatzierung, Gesamtwochen, AuszeichnungChartplatzierungen (Jahr, Titel, Platzierungen, Wochen, Auszeichnungen, Anmerkungen) | Höchstplatzierung, Gesamtwochen, AuszeichnungChartplatzierungen (Jahr, Titel, Platzierungen, Wochen, Auszeichnungen, Anmerkungen) | Anmerkungen                                               |
| Jahr | Titel               | DE | CH | UK | US | R&B | Anmerkungen                                               |
| ---- | ------------------- | --- | --- | --- | --- | --- | --------------------------------------------------------- |
| 1980 | Two Tons o’ Fun     | — | — | — | US91 (11 Wo.)US | R&B28 (18 Wo.)R&B | Erstveröffentlichung: 24. Januar 1980 als Two Tons o’ Fun |
| 1980 | Backatcha           | — | — | — | — | — | Erstveröffentlichung: 1980                                |
| 1982 | Success             | — | — | — | — | — | Erstveröffentlichung: 22. Januar 1983                     |
| 1985 | Big Girls Don’t Cry | — | — | — | — | — | Erstveröffentlichung: 1985                                |
| 1988 | Weather Girls       | — | — | — | — | — | Erstveröffentlichung: 1988                                |
| 1993 | Double Tons of Fun  | DE79 (9 Wo.)DE | — | — | — | — | Erstveröffentlichung: 1993                                |
| 1995 | Think Big!          | — | — | — | — | — | Erstveröffentlichung: 24. November 1995                   |
| 1996 | The Sound of Sex    | DE39 (1 Wo.)DE | — | — | — | — | Erstveröffentlichung:                                     |
| 2005 | Totally Wild        | — | — | — | — | — | Erstveröffentlichung: 30. August 2005                     |
| 2009 | The Woman I Am      | — | — | — | — | — | Erstveröffentlichung: 13. Januar 2009                     |

grau schraffiert: keine Chartdaten aus diesem Jahr verfügbar

### Kompilationen
| Jahr | Titel                                       | Höchstplatzierung, Gesamtwochen, AuszeichnungChartplatzierungen (Jahr, Titel, Platzierungen, Wochen, Auszeichnungen, Anmerkungen) | Höchstplatzierung, Gesamtwochen, AuszeichnungChartplatzierungen (Jahr, Titel, Platzierungen, Wochen, Auszeichnungen, Anmerkungen) | Höchstplatzierung, Gesamtwochen, AuszeichnungChartplatzierungen (Jahr, Titel, Platzierungen, Wochen, Auszeichnungen, Anmerkungen) | Höchstplatzierung, Gesamtwochen, AuszeichnungChartplatzierungen (Jahr, Titel, Platzierungen, Wochen, Auszeichnungen, Anmerkungen) | Höchstplatzierung, Gesamtwochen, AuszeichnungChartplatzierungen (Jahr, Titel, Platzierungen, Wochen, Auszeichnungen, Anmerkungen) | Anmerkungen                          |
| Jahr | Titel                                       | DE | CH | UK | US | R&B | Anmerkungen                          |
| ---- | ------------------------------------------- | --- | --- | --- | --- | --- | ------------------------------------ |
| 1999 | Puttin’ on the Hits – The Ultimate Hitparty | DE79 (2 Wo.)DE | — | — | — | — | Erstveröffentlichung: 1. Januar 1999 |

Weitere Kompilationen
- 1985: Megatonnage: The Best of Two Tons aka The Weather Girls (Two Tons aka The Weather Girls)
- 1993: Get the Feeling (als Two Tons: Martha Wash & Izora Armstead)
- 1997: It’s Raining Men
- 1999: We Can Stand Together
- 2000: Super Hits
- 2000: Sexy Ghost

### Singles als Leadmusikerinnen
| Jahr | Titel Album                                          | Höchstplatzierung, Gesamtwochen, AuszeichnungChartplatzierungen (Jahr, Titel, Album, Platzierungen, Wochen, Auszeichnungen, Anmerkungen) | Höchstplatzierung, Gesamtwochen, AuszeichnungChartplatzierungen (Jahr, Titel, Album, Platzierungen, Wochen, Auszeichnungen, Anmerkungen) | Höchstplatzierung, Gesamtwochen, AuszeichnungChartplatzierungen (Jahr, Titel, Album, Platzierungen, Wochen, Auszeichnungen, Anmerkungen) | Höchstplatzierung, Gesamtwochen, AuszeichnungChartplatzierungen (Jahr, Titel, Album, Platzierungen, Wochen, Auszeichnungen, Anmerkungen) | Höchstplatzierung, Gesamtwochen, AuszeichnungChartplatzierungen (Jahr, Titel, Album, Platzierungen, Wochen, Auszeichnungen, Anmerkungen) | Höchstplatzierung, Gesamtwochen, AuszeichnungChartplatzierungen (Jahr, Titel, Album, Platzierungen, Wochen, Auszeichnungen, Anmerkungen) | Anmerkungen                                                   |
| Jahr | Titel Album                                          | DE | CH | UK | US | R&B | Dance | Anmerkungen                                                   |
| ---- | ---------------------------------------------------- | --- | --- | --- | --- | --- | --- | ------------------------------------------------------------- |
| 1980 | Earth Can Be Just Like Heaven Two Tons o’ Fun        | — | — | — | — | — | Dance2 (30 Wo.)Dance | Erstveröffentlichung: 1980 als The Two Tons o’ Fun            |
| 1980 | I Got the Feeling Two Tons o’ Fun                    | — | — | — | — | R&B29 (18 Wo.)R&B | Dance2 (18 Wo.)Dance | Erstveröffentlichung: April 1980                              |
| 1980 | Just of Us Two Tons o’ Fun                           | — | — | — | — | R&B53 (18 Wo.)R&B | — | Erstveröffentlichung: April 1980 als The Two Tons o’ Fun      |
| 1980 | Taking Away Your Space Two Tons o’ Fun               | — | — | — | — | R&B53 (7 Wo.)R&B | — | Erstveröffentlichung: August 19801980 als The Two Tons o’ Fun |
| 1981 | Never Like This Backatcha                            | — | — | — | — | R&B55 (8 Wo.)R&B | — | Erstveröffentlichung: Januar 1981 als The Two Tons            |
| 1981 | I Depend on You Backatcha                            | — | — | — | — | — | Dance72 (8 Wo.)Dance | Erstveröffentlichung: 1981 als The Two Tons                   |
| 1982 | It’s Raining Men Success                             | DE43 Gold · (7 Wo.)DE | CH95 (1 Wo.)CH | UK2 Platin · (19 Wo.)UK | US46 (11 Wo.)US | R&B34 (18 Wo.)R&B | Dance1 (22 Wo.)Dance | Erstveröffentlichung: November 1982                           |
| 1983 | Success                                              | — | — | UK95 (1 Wo.)UK | — | R&B89 (3 Wo.)R&B | — | Erstveröffentlichung: September 1983                          |
| 1985 | Well-a-Wiggy Big Girls Don’t Cry                     | — | — | — | — | R&B76 (4 Wo.)R&B | — | Erstveröffentlichung: Juli 1985                               |
| 1985 | No One Can Love You More Than Me Big Girls Don’t Cry | — | — | — | — | — | Dance26 (8 Wo.)Dance | Erstveröffentlichung: Oktober 1985                            |
| 1993 | Can U Feel It Double Tons of Fun                     | DE75 (10 Wo.)DE | — | — | — | — | — | Erstveröffentlichung: Dezember 1993                           |
| 1994 | We Shall All Be Free Double Tons of Fun              | DE80 (5 Wo.)DE | — | — | — | — | — | Erstveröffentlichung: April 1994                              |
| 1996 | The Sound of Sex (Ooh Gitchie O-La-La-Ay) Think Big! | DE89 (3 Wo.)DE | — | — | — | — | — | Erstveröffentlichung: März 1996                               |
| 2019 | Cheek to Cheek –                                     | — | — | — | — | — | Dance32 (1 Wo.)Dance | Erstveröffentlichung: 2019                                    |

Weitere Singles
- 1983: I’m Gonna Wash That Man Right Outa My Hair (als Two Tons o’ Fun)
- 1983: Dear Santa (Bring Me a Man This Christmas)
- 1985: Big Girls Don’t Cry
- 1988: Love You Like a Train
- 1993: We’re Gonna Party"
- 1995: Oh, What a Night
- 1998: I’m So Excited
- 2004: Wild Thang
- 2018: We Need Love (feat. Jason Anousheh)
- 2020: Stand Up

### Singles als Gastmusikerinnen
| Jahr | Titel Album                | Höchstplatzierung, Gesamtwochen, AuszeichnungChartplatzierungen (Jahr, Titel, Album, Platzierungen, Wochen, Auszeichnungen, Anmerkungen) | Höchstplatzierung, Gesamtwochen, AuszeichnungChartplatzierungen (Jahr, Titel, Album, Platzierungen, Wochen, Auszeichnungen, Anmerkungen) | Höchstplatzierung, Gesamtwochen, AuszeichnungChartplatzierungen (Jahr, Titel, Album, Platzierungen, Wochen, Auszeichnungen, Anmerkungen) | Höchstplatzierung, Gesamtwochen, AuszeichnungChartplatzierungen (Jahr, Titel, Album, Platzierungen, Wochen, Auszeichnungen, Anmerkungen) | Höchstplatzierung, Gesamtwochen, AuszeichnungChartplatzierungen (Jahr, Titel, Album, Platzierungen, Wochen, Auszeichnungen, Anmerkungen) | Höchstplatzierung, Gesamtwochen, AuszeichnungChartplatzierungen (Jahr, Titel, Album, Platzierungen, Wochen, Auszeichnungen, Anmerkungen) | Anmerkungen                                                        |
| Jahr | Titel Album                | DE | CH | UK | US | R&B | Dance | Anmerkungen                                                        |
| ---- | -------------------------- | --- | --- | --- | --- | --- | --- | ------------------------------------------------------------------ |
| 1993 | It’s Raining Men (Remix) – | DE45 (5 Wo.)DE | — | — | — | — | — | Erstveröffentlichung: 1993 Chocolate feat. Weather Girls           |
| 2008 | Break You –                | — | — | — | — | — | Dance12 (14 Wo.)Dance | Erstveröffentlichung: Februar 200 Ralph Falcon feat. Weather Girls |

Weitere Gastbeiträge
- 1996: Star (feat. Jimmy Somerville)
- 1998: Don’t Look Any Further (Dennis Edwards feat. The Weather Girls)
- 2002: Get Up (Disco Brothers feat. Weather Girls)
- 2012: It’s Raining Men 2K12 (Sebo Reed meets Weather Girls)

## Auszeichnungen für Musikverkäufe
| Goldene Schallplatte - Spanien - 2024: für die Single It’s Raining Men | Platin-Schallplatte - Neuseeland - 2023: für die Single It’s Raining Men |

Anmerkung: Auszeichnungen in Ländern aus den Charttabellen bzw. Chartboxen sind in ebendiesen zu finden.
| Land/RegionAuszeichnungen für Musikverkäufe (Land/Region, Auszeichnungen, Verkäufe, Quellen) | Gold     | Platin     | Verkäufe | Quellen             |
| -------------------------------------------------------------------------------------------- | -------- | ---------- | -------- | ------------------- |
| Deutschland (BVMI)                                                                           | Gold1    | —          | 250.000  | musikindustrie.de   |
| Neuseeland (RMNZ)                                                                            | —        | Platin1    | 30.000   | radioscope.co.nz    |
| Spanien (Promusicae)                                                                         | Gold1    | —          | 30.000   | elportaldemusica.es |
| Vereinigtes Königreich (BPI)                                                                 | —        | Platin1    | 600.000  | bpi.co.uk           |
| Insgesamt                                                                                    | 2× Gold2 | 2× Platin2 |          |                     |